# Ti ruberò (album)
Ti ruberò è il secondo album di Bruno Lauzi, pubblicato dalla CGD nell'ottobre 1965.
Il disco raccoglie 12 brani dei 14 già editi in sette 45 giri tra il 1963 e il 1965 (Sto cicchetton de un Gioan/O scioco; Ritornerai/Fa' come ti pare; Viva la libertà/Io non ero così; Ciao Dolly/Io so, tu sai; Il tuo amore/Sei come le altre; Margherita/Se tu sapessi; L'uomo che aspetti/Ti ruberò).

## Tracce
Brani composti da Bruno Lauzi, eccetto dove indicato
Lato A
1. L'uomo che aspetti
2. Io non ero così
3. Viva la libertà
4. Il tuo amore
5. Fa' come ti pare
6. Margherita

Lato B
1. Ritornerai
2. Ciao Dolly (Herman Hupfeld, Bruno Lauzi)
3. Io so, tu sai (Gianluigi Guarnieri, Bruno Lauzi)
4. Se tu sapessi
5. Ti ruberò
6. 'O scioco (Giorgio Calabrese, Bruno Lauzi, Gian Franco Reverberi)

## Musicisti
- Bruno Lauzi - voce
- Orchestre dirette da: Enzo Ceragioli, Angel Pocho Gatti, Gian Franco Reverberi ed Enrico Simonetti